# 丰塔纳利里
丰塔纳利里（義大利語：Fontana Liri），是意大利弗罗西诺内省的一个市镇。总面积15.97平方公里，人口3083人，人口密度193.0人/平方公里（2009年）。ISTAT代码为060036。